# Gustave Gilbert
Gustave Mark Gilbert, född 30 september 1911 i New York, död 6 februari 1977 i Manhasset, New York, var en amerikansk psykolog som under Nürnbergprocessen (1945–1946) undersökte de 21 män som stod inför rätta. Enligt Gilberts bedömning var Rudolf Hess tillräknelig för sina handlingar före och under andra världskriget. Dr Gilbert genomförde bland annat psykologiska tester på de 21 åtalade nazisterna bland annat IQ tester och Rorschachtest

### Webbkällor
- Williams, Lena (7 februari 1977). ”Dr. Gustave M. Gilbert Dead at 65; Trial Psychologist at Nuremberg” (på engelska). The New York Times. https://www.nytimes.com/1977/02/07/archives/dr-gustave-m-gilbert-dead-at-65-trial-psychologist-at-nuremberg.html. Läst 3 maj 2005.